# 1815 في الولايات المتحدة
فيما يلي قوائم الأحداث التي وقعت خلال عام 1815 في الولايات المتحدة.

## سياسة

### تعيين في المنصب
- 2 يناير – جيمس باربر عضو مجلس الشيوخ الأمريكي.
- 3 يناير – أوغسطس قيصر رودني عضو مجلس ولاية ديلاوير.
- 16 فبراير – بيتر بويل بورتر Secretary of State of New York [الإنجليزية]‏،عضو مجلس النواب الأمريكي.
- 4 مارس – إنوس طومسون ثروب عضو مجلس النواب الأمريكي.
- 4 مارس – ويليام بينكني عضو مجلس النواب الأمريكي.
- 1 أغسطس – ويليام ه كراوفورد وزير حرب الولايات المتحدة.
- 10 أكتوبر – جورج كامبل عضو مجلس الشيوخ الأمريكي.
- 26 أكتوبر – محلون ديكرسون حاكم نيو جيرسي [الإنجليزية]‏.

### انتهاء فترة المنصب
- 1 يناير – ناثانييل بيتجر عضو جمعية ولاية نيويورك.
- 1 يناير – ويليام بينكني نائب عام الولايات المتحدة.
- 2 مارس – جيمس مونرو وزير حرب الولايات المتحدة.
- 15 يونيو – هنري ديربورن القائد العام لجيش الولايات المتحدة.
- 19 يونيو – وليام سانفورد بنينجتون حاكم نيو جيرسي [الإنجليزية]‏.

## مواليد

### يناير
- 10 يناير – جون جونز ماكراي سياسي أميركي.
- 10 يناير – نورمان ب جد سياسي أمريكي.
- 16 يناير – هنري هاليك

### فبراير
- 3 فبراير – إدوارد جيمس روي

### مارس
- 1 مارس – بنيامين اف. كونلي سياسي من الولايات المتحدة الأمريكية.
- 9 مارس – ديفيد ديفيس سياسي أمريكي.
- 13 مارس – جيمس كورتيس هيبورن

### أبريل
- 1 أبريل – هنري بوين انتوني سياسي أمريكي.

### مايو
- 2 مايو – ديفيد شلبي وولكر سياسي أمريكي.
- 24 مايو – وليام هوكينز بولك سياسي أمريكي.

### يوليو
- 9 يوليو – أوران ميلو روبرتس سياسي أمريكي.
- 21 يوليو – ستيوارت فان فليت ضابط من الولايات المتحدة الأمريكية.

### أغسطس
- 1 أغسطس – ريتشارد هنري دانا الأصغر
- 17 أغسطس – وليام والاس سميث بليس ضابط من الولايات المتحدة الأمريكية.

### سبتمبر
- 7 سبتمبر – هويل كوب سياسي أمريكي.
- 8 سبتمبر – الكسندر رمزي سياسي أمريكي.

### أكتوبر
- 12 أكتوبر – ويليام جوزيف هاردي عسكري من الولايات المتحدة الأمريكية.

### نوفمبر
- 1 نوفمبر – كروفورد لونغ طبيب أمريكي.
- 11 نوفمبر – آن لينش بوتا
- 12 نوفمبر – إليزابيث كادي ستانتون
- 23 نوفمبر – وليام دينيسون سياسي أمريكي.

## وفيات

### فبراير
- 24 فبراير – روبرت فلتون (مواليد 1765)

### يونيو
- 24 يونيو – تشارلز لي (مواليد 1758) محامي أمريكي.

### أغسطس
- 5 أغسطس – سكوير بون (مواليد 1744)
- 15 أغسطس – ريتشارد باسيت (مواليد 1745) سياسي أمريكي.

### سبتمبر
- 9 سبتمبر – جون سينغلتون كوبلي (مواليد 1738)

### ديسمبر
- 19 ديسمبر – بنيامين سميث بارتون (مواليد 1766)